# Adorazione dei re Magi alla presenza di sant'Elena
L'Adorazione dei re Magi con sant'Elena è un'opera a olio su tavola  di Jacopo Palma il Vecchio, datato presumibilmente intorno al 1524-1525 e conservato nella Pinacoteca di Brera sala XVIII.

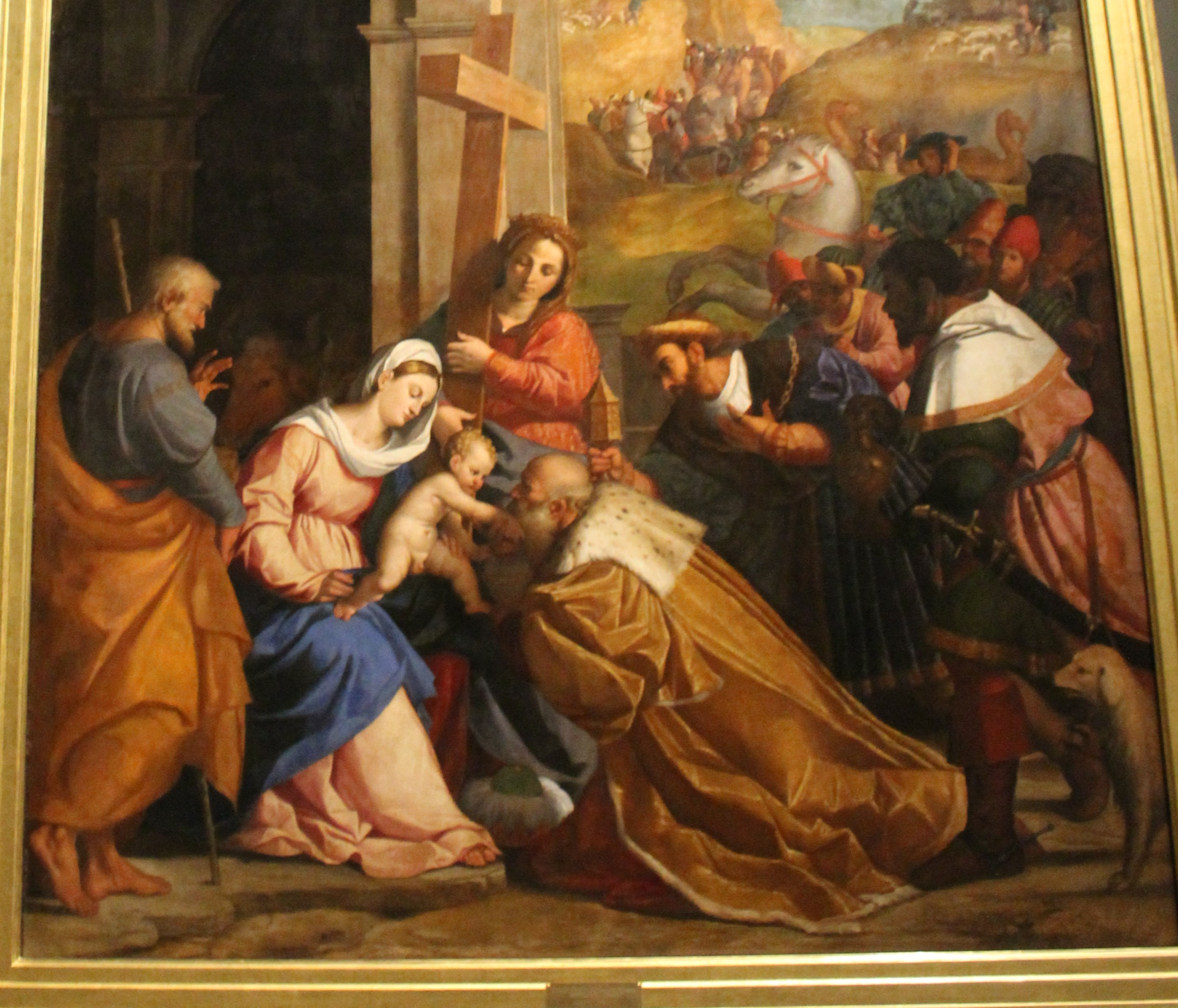
Particolare dell'adorazione dei magi con sant'Elena-Pinacoteca di Brera

## Storia
L'opera fu commissionata per la chiesa veneziana di Sant'Elena da donna Orsa vedova di Simone di Malipiero aJacopo Palma il Vecchio che era nato a Serina in provincia di Bergamo, ma che fin da giovane aveva seguito la sua famiglia nella città lagunare.

La tela raffigura l'esatto racconto evangelico dell'adorazione dei personaggi venuti dall'oriente, con la presenza di sant'ELena raffigurata con la classica iconografia che regge la croce, personaggio sicuramente non presente alla nascita di Cristo. La leggenda vuole però, che fosse proprio lei a ritrovare le reliquie della santa croce. La raffigurazione della santa conferma la sua originaria collocazione come pala dell'altare maggiore della chiesa veneziana cui era titolare.
La raffigurazione della santa con la croce posta alle spalla delle Madonna che tiene tra le braccia il Bambino, è un chiaro segno premonitore di quella che sarà il destino dei due protagonisti. Secondo alcuni critici la santa, presentata in forma molto importante, è la raffigurazione di donna Orsa che aveva commissionato l'opera. 
Con le soppressioni napoleoniche la tela, come molte altre opere, fu rimossa dalla collocazione originale e assegnata alla pinacoteca milanese. Secondo alcuni critici l'opera non fu completamente eseguita dal bergamasco ma fu completata dai sui alunni, il Morelli scrisse: «ne dovette lasciare interamente l'esecuzione ad uno dei suoi aiuti».

## Descrizione e stile
La tela raffigura i classici personaggi dell'adorazione dei magi, con san Giuseppe posto a sinistra della tela a fianco della Madonna col Bambino, mentre sul lato destro vi sono i magi raffigurati nei classici tre personaggi di cui uno di colore e uno più anziano, accompagnati da un esercito di soldati e di cortigiani, che compongono il corteo umano che si snoda in quella che pare essere una valle. Il lontananza un pastore pascola il suo gregge di pecore, mentre sul monte posto sul lato opposto è inserito un castello e in lontananza montagne azzurre. La parte superiore raffigura sul lato sinistro un'architettura classica diroccata, come la comunità dei credenti che aveva bisogno di una importante ricostruzione, e la nascita del piccolo doveva portare l'umanità alla redenzione con la sua resurrezione e morte.
La tela però presenta una certa discontinuità che farebbe pensare a un aiuto e a un completamento a opera di altri personaggi, forse dal Cariani.